# Nivåreglering
Det finns även nivåregleringssystem specifikt för strålkastare, se framlykta.
Nivåregleringssystem kan användas för att få fordonets fram- och bakände att hålla konstant medelhöjd över vägen, oavsett belastning.
Många funktioner och egenskaper påverkas negativt då medelhöjden förändras vid ändring av fordonets last. Några exempel är aerodynamiska egenskaper, strålkastarbelysning och stötdämpning.
Utformning av fjädringssystem är på flera sätt konfliktfyllt. Ett exempel är avvägningen mellan komfort och lastkapacitet. Om fjädrarna är mjuka kommer fordonet vara bekvämt men dramatiskt känsligt för ändrad belastning, medan styva fjädrar gör fordonet mindre känsligt för ändrad belastning men samtidigt mer obekvämt.

## Gashydraulisk fjädring
År 1954 införde Citroën nivåreglerad bakaxel. Företaget blev under 1955 pionjärer med nivåreglering över alla fyra hjul med hjälp av sitt hydropneumatiska system. Sedan dess har miljontals Citroën varit utrustade med nivåreglering som en diskret, men integrerad funktion. På Citroëns instrumentbräda finns ett reglage som föraren använder för att välja om bilens kaross ska ha hög eller låg position. När motorn stängs av, sänks trycket sakta tills bilen vilar på fjädringens guppstoppklotsar av gummi. Efter att motorn startats, stiger karossen åter till förvald höjd.
Funktionen hos Citroëns gashydrauliska fjädring bygger på principen att gas komprimeras under tryck, medan vätska inte gör det. Vid varje hjul utgörs fjädringselementet av en gasklocka som innehåller kväve. Kvävet avskiljs med ett gummimembran från en hydraulvätska som i sin tur trycksätts av en kompressor. Med hjälp av höjdregulatorer kan vätska fyllas på eller tappas ur för att reglera bilens frigångshöjd. Vid varje fjädringsrörelse strömmar vätska i den ena eller andra riktningen, och ventiler som sitter monterade i fjäderbenen dämpar dessa strömmar. Därför behövs inga separata stötdämpare. Om t.ex. bilen lastas tungt eller en släpvagn kopplas till, reglerar systemet automatiskt höjden så att bilen behåller sina vägegenskaper. I senare upplagor av systemet finns extra gasklockor och ventiler som gör det möjligt att reglera fjädring och stötdämpning under färd. Den enda Citroën-modell som levereras med gashydraulisk fjädring idag (2014) är Citroën C5, där systemet används i de motorstarkare versionerna.
År 1966 licensierade Rolls-Royce Citroëns hydropneumatiska system till bakaxeln i Silver Shadow.
Mercedes-Benz, Ford, GMC, BMW, Land Rover, Scania och Jaguar har utvecklat olika lösningar inom detta tema, inklusive luftfjädring och mekaniska anordningar på bakaxeln.